# Graf Zeppelin (repülőgép-hordozó)

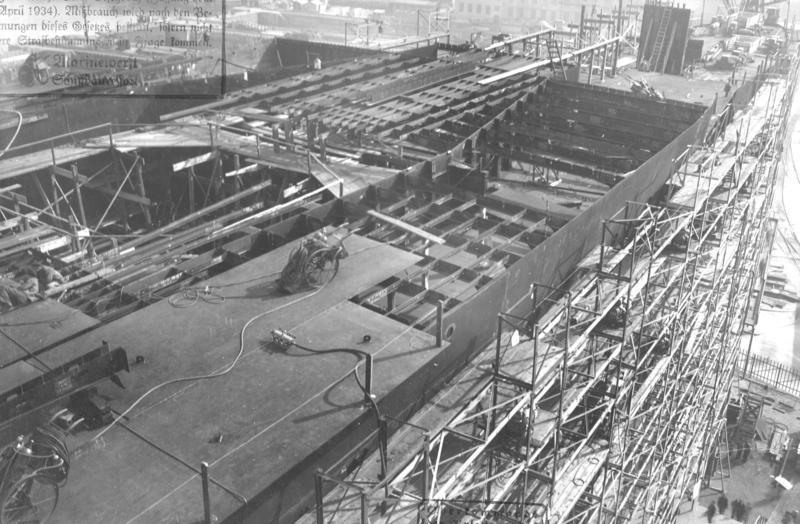
A Graf Zeppelin építés közben a kieli gyárban 1938. szeptember 21-én

A Graf Zeppelin a második világháborúban tervezett és részben elkészült német repülőgép-hordozó volt, melyet Ferdinand Graf von Zeppelin repülőgéptervezőről neveztek el. A hajó a Z-terv egyik repülőgép-hordozója lett volna.

## Története
A hajót 1936-ban kezdték el építeni és 1938-ban bocsátották vízre. 1941 májusában, amikor 85%-ban már kész volt, az építését leállították. A Pearl Harbor elleni japán támadás után Hitler elrendelte, hogy folytassák a Graf Zeppelin építését. Ekkor Kielbe vontatták. Pár hónap után újra leálltak az építéssel. Így a Graf Zeppelin az Odera egyik mellékfolyóján horgonyozva szinte feledésbe merült.
A szovjet előrenyomulás során a németek el akarták süllyeszteni, de ez nem sikerült. A szovjetek hadizsákmányként megszerezték, és egy kicsit rendbe hozták. Az ezután történtekről több verzió is van:
- Leningrád felé aknára futott és elsüllyedt,
- a szovjetek túlságosan megpakolták, és egy vihar felborította,
- Schwinemündéig jutott, itt lakó-, és kutatóhajónak használták 1947-ig, majd egy tüzérségi gyakorlat során elsüllyesztették.

2006 júliusában a lengyelek megtalálták a hajót a Balti-tenger mélyén.

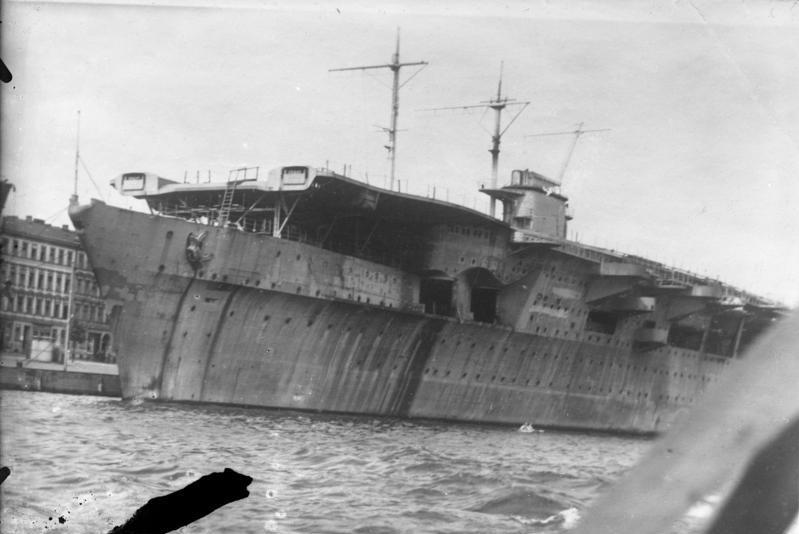
A Graf Zeppelin majdnem teljesen elkészült állapotban, 1941-ben.
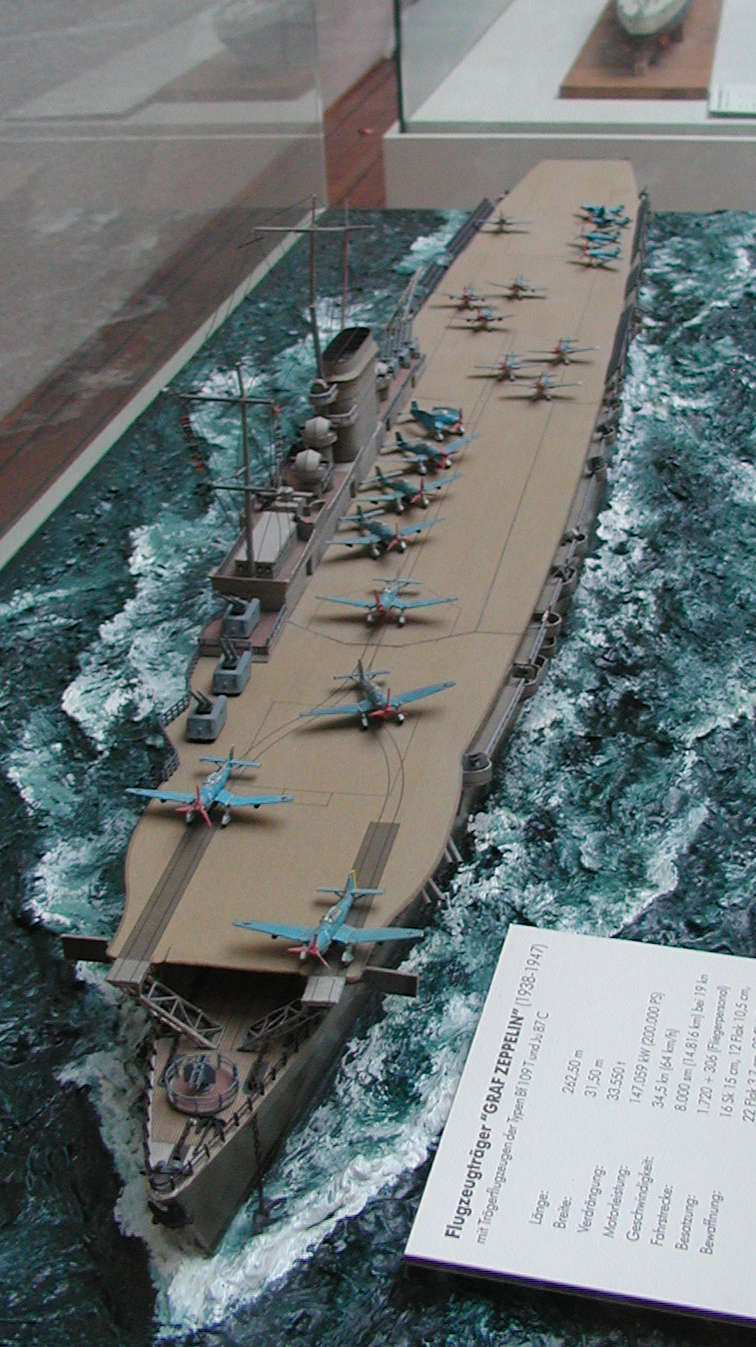
A Graf Zeppelin modellje, méreteit jól érzékeltetik a fedélzetén látható repülőgépek.

## Fegyverzet, repülőgépek
A Graf Zeppelint 16 db 15,0 cm-es ágyúval, 12 db 10,5 cm-es légvédelmi ágyúval,  22 db 3,7 cm-es légvédelmi ágyúval, 28 db 2,0 cm-es légvédelmi ágyúval akarták felszerelni.
A Graf Zeppelin az eredeti tervek szerint 12 db Ju 87C zuhanóbombázót – A Ju 87B módosított változatát – és 30 Bf 109T vadászgépet hordozott volna, amit később 28 db Ju 87D-1/to-ra (to, torpedó vagy Ju 87E)  és 12 db Bf 109T-re módosítottak.
A Graf Zeppelin nem volt túl jól sikerült hajó, elsősorban mert a németek nem rendelkeztek semmiféle tapasztalattal a hordozók építése terén. Hatalmas méretei ellenére viszonylag kevés repülőgépet tudott üzemeltetni. Valós harcértéke, ha szolgálatba áll, nem közelítette volna meg a legkorszerűbb brit (HMS Ark Royal, Illustrious osztály, Implacable osztály) és amerikai (Lexington osztály, Yorktown osztály, Essex osztály) hordozókét.

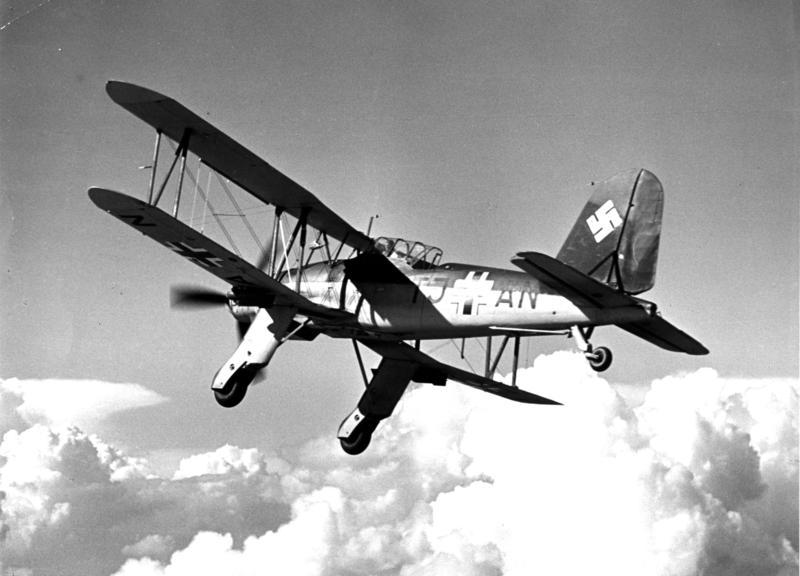
Fieseler Fi 167 típusú, a Graf Zeppelinre tervezett többfeladaú torpedóvető/felderítő repülőgép,

## További német repülőgéphordozók
A Graf Zeppelinnek félig elkészült egy testvérhajója is, amelyet építése alatt Flugzeugträger B néven emlegettek. Ha elkészült volna, akkor talán Peter Strasserről nevezték volna el.